# Хлібороб (Нижні Торгаї)
Футбольний клуб «Хлібороб» (Нижні Торгаї) — український аматорський футбольний клуб із с. Нижні Торгаї Генічеського району Херсонської області. Заснований 1963 року. Кольори клубу — червоно-жовті. До 2019 року виступав у Чемпіонаті та Кубку Херсонської області, в 2020—2021 роках — у Чемпіонаті та Кубку Миколаївської області. В сезоні 2021/22 дебютував на всеукраїнському рівні, взявши участь у Чемпіонаті України серед аматорів.

## Досягнення
Чемпіонат Херсонської області:
 Срібний призер: 2019
Чемпіонат Миколаївської області:
 Переможець: 2020/21
Кубок Миколаївської області:
 Володар: 2020
 Фіналіст: 2021
Відкритий кубок Асоціації футболу АР Крим:
 Бронзовий призер: 2019